# Jan Kościelecki (zm. 1600)
Jan (Janusz) Kościelecki herbu Ogończyk (ur. ok. 1544 roku – zm. 2 kwietnia 1600 roku w Bydgoszczy) – starosta bydgoski od 1565 r., kasztelan biechowski od 1572 r., kasztelan międzyrzecki od 1584 r., starosta gniewkowski.

## Życiorys
Urodził się około 1544 r. Był drugim synem Janusza, wojewody sieradzkiego, starosty generalnego wielkopolskiego, starosty bydgoskiego i Gertrudy Danaborskiej. Wraz z bratem Stanisławem podjął w 1556 r. studia na uniwersytecie we Frankfurcie nad Odrą. Latem 1557 r. uczestniczył w wyprawie poswolskiej. Potem studiował w uniwersytetach w Wittenberdze (1559), Lipsku (1560) i Bolonii (1564). Jego pobyt i studia w protestanckich uczelniach niemieckich budziły zaniepokojenie w kołach katolickich. Posądzano go nawet o przyjęcie wyznania luterańskiego.
Po śmierci stryja Andrzeja, wojewody poznańskiego, otrzymał 15 kwietnia 1565 r. nominację na stanowisko starosty bydgoskiego. W 1569 roku posłował z województwa poznańskiego na sejm lubelski. Był sygnatariuszem aktu unii lubelskiej 1569 roku. W 1572 r. otrzymał kasztelanię biechowską. Po śmierci Zygmunta Augusta był zwolennikiem kandydatury Henryka Walezego i podpisał akt jego obioru w 1573 r. Po podwójnej elekcji w 1575 był obok Potulickiego, kasztelana przemyskiego, jedynym senatorem obecnym na sejmiku w Środzie w styczniu 1576 r. Apelował wówczas do prymasa o zgodę. Nieco później na sejmie koronacyjnym pomawiano go nawet o zajmowanie stanowiska neutralistycznego. Poseł na sejm 1582 roku z województwa kaliskiego.
26 sierpnia 1584 r. otrzymał kasztelanię międzyrzecką. Po obiorze Zygmunta III sejmik średzki z września 1587 r. nakazał mu, by ruszył zbrojnie ku granicy i bronił arcyksięciu Maksymilianowi wstępu do Polski. W związku z tym zwołał pospolite ruszenie województwa poznańskiego pod Jutrosin (październik 1587), gdzie też postanowiono iść wraz z wojewodą kaliskim pod Piotrków do króla Zygmunta III. Poseł na sejm pacyfikacyjny 1589 roku z województwa poznańskiego. W 1589 roku był sygnatariuszem ratyfikacji traktatu bytomsko-będzińskiego na sejmie pacyfikacyjnym. W sierpniu 1590 r. brał udział w rokoszowym zjeździe części szlachty wielkopolskiej w Kole i jeździł stamtąd w poselstwie do króla. Na sejmiku nadzwyczajnym 1 października 1594 r. został wybrany w skład delegacji, mającej odwieźć królowi pieniądze na obronę od Tatarów. Sejm warszawski w 1596 r. wyznaczył go na deputata z senatu do odbierania kwarty.
Jan Kościelecki prowadził działalność w otoczeniu dworu monarszego, m.in. towarzyszył Zygmuntowi Augustowi w podróży we Włoszech oraz Stefanowi Batoremu w Gdańsku podczas tłumienia buntu mieszczan. Od stycznia do marca 1577 r. przez trzy miesiące gościł Stefana Batorego na bydgoskim zamku, gdzie monarcha urządził swoją zimową siedzibę, aby kontrolować z bliska konflikt z Gdańskiem.
Uczestniczył w zjeździe części szlachty województw wielkopolskich w Kole 10 sierpnia 1590 roku.
Jan Kościelecki zmarł na zamku bydgoskim 2 kwietnia 1600 r. Pochowano go w kościele bernardynów w Bydgoszczy. W tym kościele niegdyś znajdowało się epitafium poświęcone jego pamięci.

## Rodzina
Jan Kościelecki był żonaty z Dorotą Spławską, córką Stanisława, kasztelana międzyrzeckiego. Posiadał synów: Janusza i Wojciecha oraz córki: Gertrudę zamężną z Andrzejem Rozrażewskim, Katarzynę, zamężną Wyrzyską oraz Annę, zamężną Sadowską i Kurowską.

## Przegląd działalności jako starosty bydgoskiego
Starostwo bydgoskie Jan Kościelecki otrzymał w 1565 r. po swym stryju Andrzeju Kościeleckim i dzierżył je aż do swojej śmierci. Był ostatnim starostą bydgoskim z rodu Kościeleckich.
Podczas swego urzędowania uczestniczył w sporze mieszczaństwem bydgoskim o wolność wyboru burmistrza i rajców. Spór ten rozgorzał w 1568 r., kiedy to król Zygmunt August na prośbę mieszczan wydał przywilej przyznający znaczne uprawnienia pospólstwu i ograniczający dotychczasową władzę starościńską. Corocznie 3 lutego pospólstwo oraz przedstawiciele cechów miejskich mieli wybierać sześciu kandydatów, spośród których starosta był zobowiązany mianować burmistrza i pięciu rajców. Ponadto mieli oni prawo wybierać ośmiu kandydatów, spośród których rada miejska mianowała czterech ławników.
Starosta popierany przez część patrycjatu bydgoskiego, rozpoczął na dworze królewskim starania o unieważnienie otrzymanego przez miasto przywileju. Doprowadziło to do wydania przez króla kolejnego przywileju (7 czerwca 1570 r.) przywracającego staroście dawniejsze uprawnienia w zakresie wyboru burmistrza i rajców. Jednak ostateczne rozstrzygnięcie przyniósł dopiero wyrok sądu królewskiego z 4 września 1570 r., który był korzystny dla samorządu miejskiego. Na mocy wyroku sądowego pospólstwo miasta miało prawo corocznie wybierać 16 kandydatów, spośród których starosta był zobowiązany mianować burmistrza i rajców. Ponadto wybierano 16 kandydatów, a z nich starzy i nowi rajcowie mianowali ośmiu ławników.
Zimą 1577 r. Jan Kościelecki podejmował króla Stefana Batorego, który zatrzymał się na zamku bydgoskim. Pobyt Batorego w Bydgoszczy zaowocował wystawieniem szeregu przywilejów dla Bydgoszczy i Fordonu, spośród których szczególne znaczenie miały postanowienia w sprawie wolności żeglugi na Brdzie.
W okresie walki o tron królewski między Zygmuntem III Wazą a Maksymilianem Habsburgiem Bydgoszcz odmówiła zapłacenia podatków, uchwalonych przez szlachtę kujawską na sejmiku radziejowskim. Miasto zostało pozwane przed sąd grodzki przez instygatora, który przedstawił pismo starosty Kościeleckiego, grożącego mieszczanom surowymi karami pieniężnymi za odmowę zapłacenia podatków. Ostatecznie władze miejskie w wyniku zakulisowych rokowań, zgodziły się na zapłacenie poboru.
Jan Kościelecki rozwinął żywą działalność gospodarczą i przyczynił się do wzrostu znaczenia Bydgoszczy i starostwa bydgoskiego w końcu XVI wieku. W czasie jego urzędowania Zygmunt III Waza przeniósł miejsce pobierania cła na Wiśle z Białej Góry nad Nogatem do Fordonu (1594). W tym samym czasie zaczęła funkcjonować mennica bydgoska. Starosta prowadził również działalność osadniczą, obsadzając pustki kolonistami olęderskimi. Pierwsi olędrzy osiedli w 1594 r. Przyłubiu, a do 1600 r. starosta osadził kolejne rodziny holenderskie na nizinie nadwiślańskiej między Solcem Kujawskim a ujściem Brdy (Otorowo, Łęgnowo, Fordonek).
Dbał o rozwój gospodarczy miasta i starostwa, jak również o rozwój kultury. W 1574 r. przeznaczył całoroczne dochody z tartaku na potrzeby biblioteki bernardynów oraz ozdobienie wnętrz kościoła konwentualnego bernardynów. Jego żona Dorota przyczyniła się natomiast do ufundowania bractwa św. Anny w tamtejszym kościele. 3 października 1569 r. starosta zatwierdził statut cechu piekarzy, 31 stycznia 1591 r. statut cechu sterników, zaś przed 1600 r. cechu bednarzy.